# Bobo-Dioulasso
Bobo-Dioulasso ist die zweitgrößte Stadt und ein dasselbe Gebiet umfassendes Departement des westafrikanischen Staates Burkina Faso, Hauptstadt der Region Hauts-Bassins sowie der Provinz Houet. Der Name setzt sich zusammen aus den Wörtern Bobo, Dioula und Sô. Bobo ist die Bezeichnung für die Ethnie, die hauptsächlich in Bobo-Dioulasso lebt, Dioula ist eine Mande-Sprache, ähnlich dem Bambara, und wird auch als die Sprache der Kaufleute bezeichnet. Sô bedeutet in der Sprache Dioula Haus. Somit bedeutet Bobo-Dioulasso in etwa „die Häuser, in denen die Bobo und die Dioula leben“ oder auch „die Häuser, in denen die Bobo leben, die Dioula sprechen“.

## Geografie
Die Stadt liegt im Westen des Landes und ist vor allem durch die Lage im fruchtbaren Teil des Landes von großer wirtschaftlicher Bedeutung für Burkina Faso. Außerdem dient sie als Drehkreuz zwischen Mali und der Elfenbeinküste.
Bobo-Dioulasso zeichnet sich durch ein mildes Klima mit einer Regenzeit von Mai bis September aus:

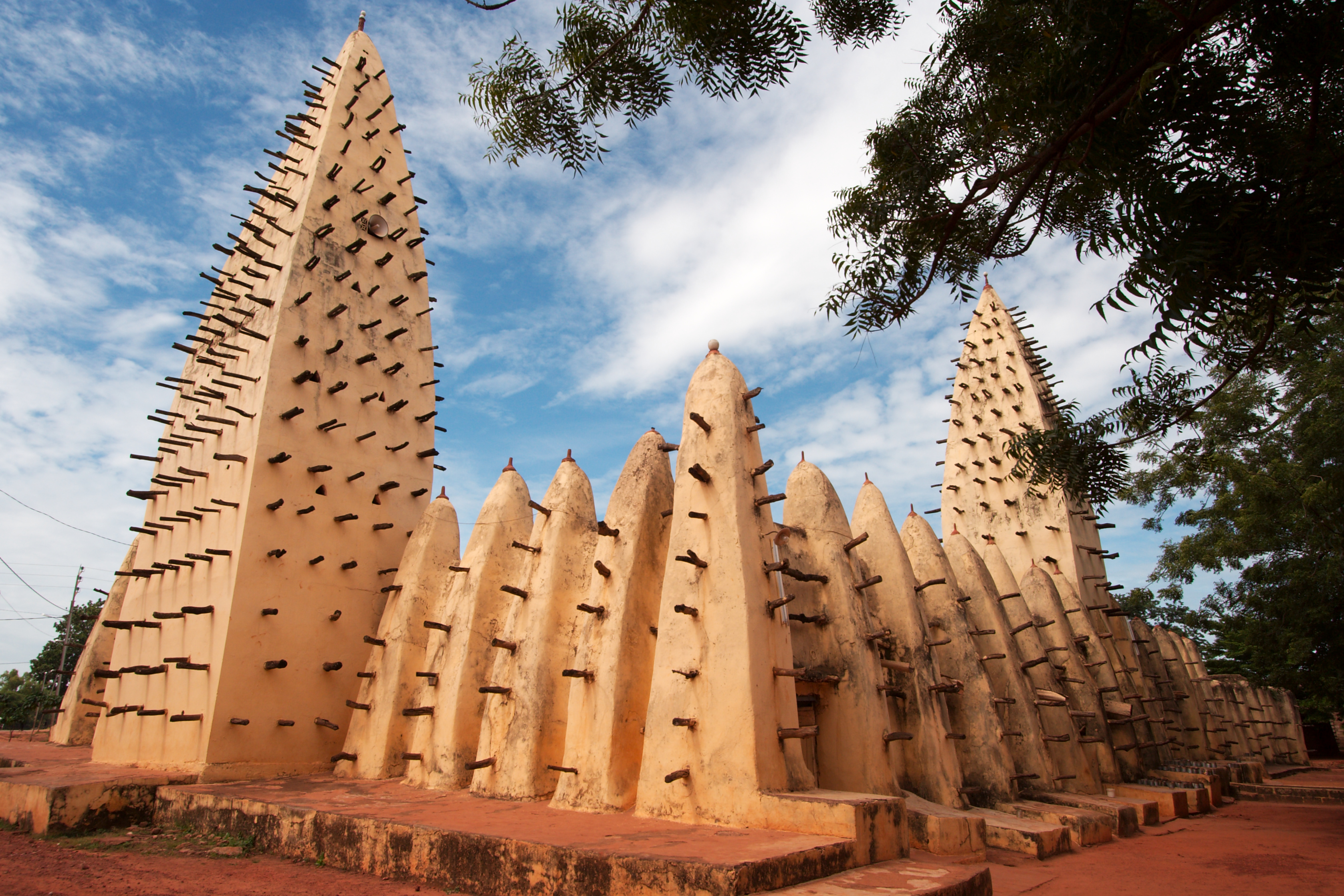
Große Moschee

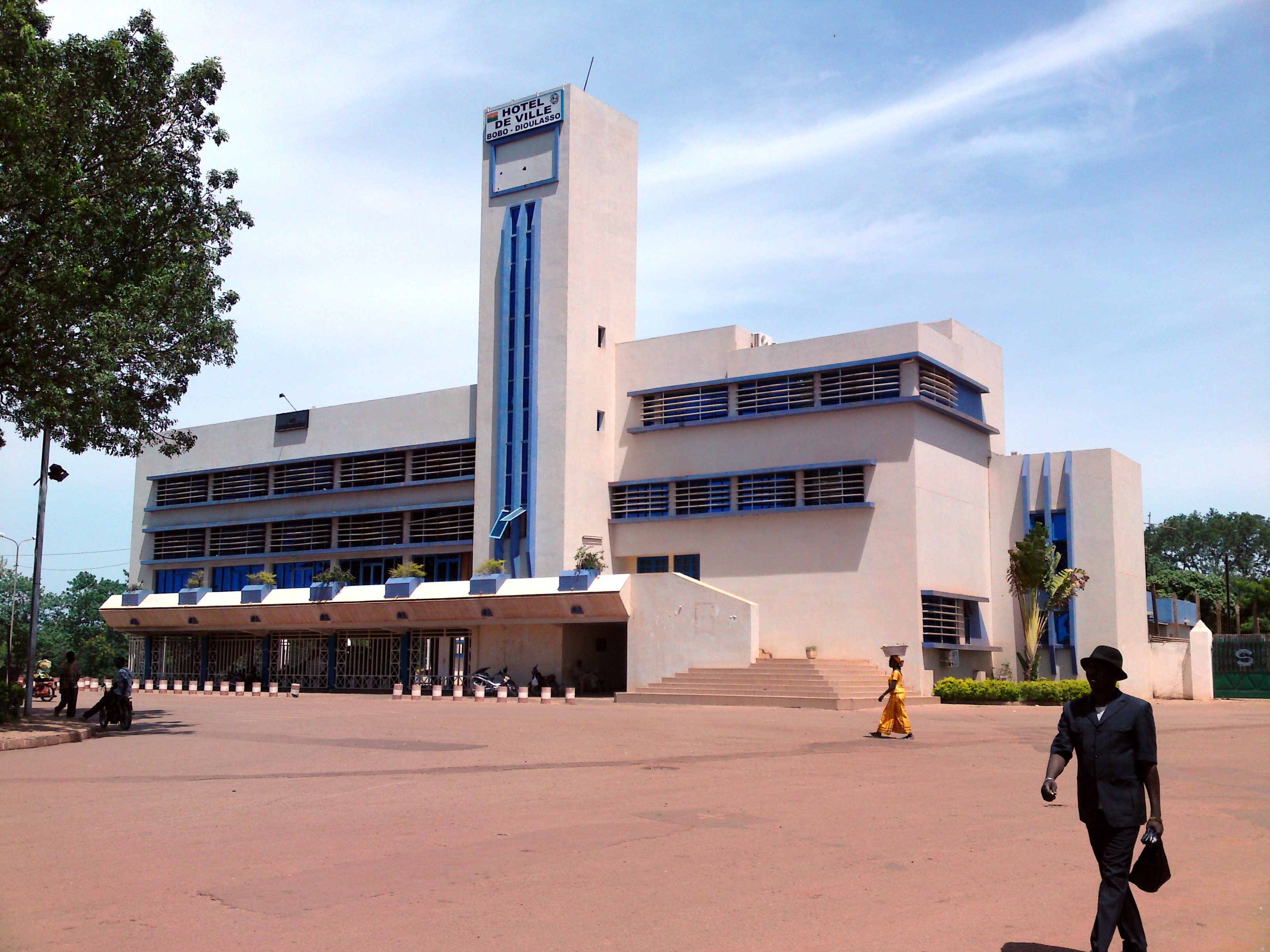
Rathaus

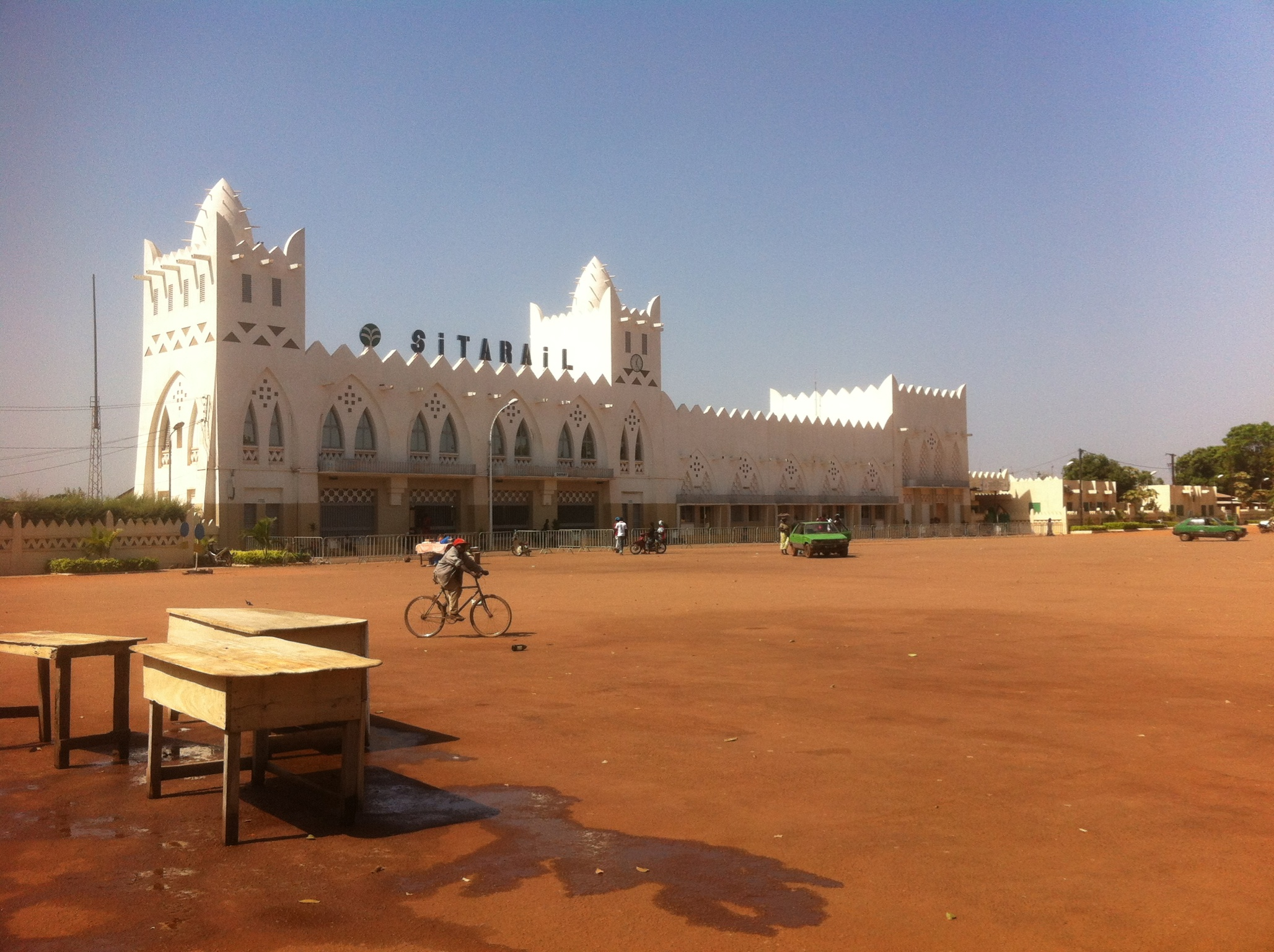
Bahnhof

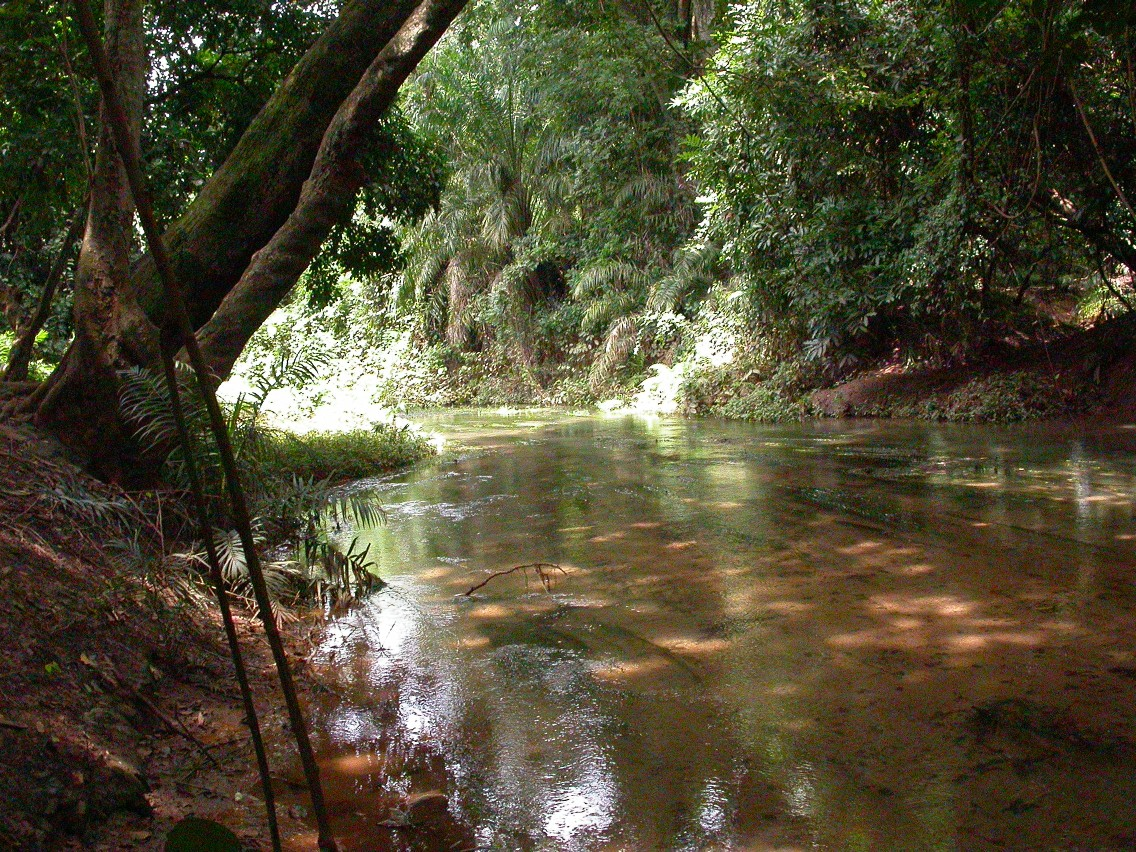
Forêt classée du Kou, Naturschutzgebiet und Trinkwasserreservoir

|                       | Jan  | Feb  | Mär  | Apr  | Mai   | Jun   | Jul   | Aug   | Sep   | Okt  | Nov  | Dez  |   |         |
| Mittl. Tagesmax. (°C) | 33,6 | 35,6 | 37,5 | 37,2 | 33,7  | 32,6  | 30,4  | 29,3  | 30,7  | 33,2 | 34,5 | 33,3 | ⌀ | 33,4    |
| Mittl. Tagesmin. (°C) | 15,8 | 17,9 | 21,4 | 23,0 | 22,5  | 21,4  | 20,8  | 20,7  | 20,3  | 20,8 | 19,3 | 16,3 | ⌀ | 20      |
|                       |      |      |      |      |       |       |       |       |       |      |      |      |   |         |
| Niederschlag (mm)     | 0,0  | 3,4  | 17,9 | 48,4 | 110,2 | 128,9 | 210,4 | 306,5 | 210,3 | 76,3 | 10,8 | 2,1  | Σ | 1.125,2 |
|                       |      |      |      |      |       |       |       |       |       |      |      |      |   |         |
| Sonnenstunden (h/d)   | 9,1  | 8,8  | 8,0  | 7,7  | 8,5   | 7,8   | 6,4   | 5,9   | 7,0   | 8,2  | 9,0  | 8,5  | ⌀ | 7,9     |
|                       |      |      |      |      |       |       |       |       |       |      |      |      |   |         |
| Regentage (d)         | 0    | 1    | 2    | 4    | 8     | 11    | 13    | 18    | 15    | 9    | 2    | 0    | Σ | 83      |
|                       |      |      |      |      |       |       |       |       |       |      |      |      |   |         |
| Luftfeuchtigkeit (%)  | 25   | 25   | 32   | 49   | 63    | 72    | 78    | 82    | 79    | 69   | 51   | 32   | ⌀ | 54,9    |

| 15,8 |

| 17,9 |

| 21,4 |

| 23,0 |

| 22,5 |

| 21,4 |

| 20,8 |

| 20,7 |

| 20,3 |

| 20,8 |

| 19,3 |

| 16,3 |

| 15,8 |

| 17,9 |

| 21,4 |

| 23,0 |

| 22,5 |

| 21,4 |

| 20,8 |

| 20,7 |

| 20,3 |

| 20,8 |

| 19,3 |

| 16,3 |

## Geschichte
Gegründet wurde Bobo, wie es von den Einwohnern oft kurz genannt wird, im 15. Jahrhundert unter dem Namen Sya. Allerdings gibt es Anzeichen dafür, dass die Geschichte Bobos schon 1050 begann, als die ersten Bobo dort, wo sich heute Bobo befindet, ein Dorf namens Kibidoué gründeten. In der Altstadt von Bobo ist heute das älteste Haus Bobos zu besichtigen, welches im 11. Jahrhundert erbaut wurde. 1897 wurde die Stadt von den Franzosen erobert und dem Kolonialreich angegliedert. Von 1932 bis 1947 gehörte Bobo-Dioulasso zur Kolonie Elfenbeinküste.

## Stadtbild
Bobo-Dioulasso unterteilt sich in drei Arrondissements, die in 25 Sektoren gegliedert sind:
- Dafra: Secteur 3, Secteur 4, Secteur 5,  Secteur 6, Secteur 14, Secteur 15, Secteur 16, Secteur 17, Secteur 24, Secteur 25
- Dô: Secteur 2, Secteur 10, Secteur 11, Secteur 12, Secteur 13, Secteur 22, Secteur 23
- Konsa: Secteur 1, Secteur 7, Secteur 8, Secteur 9, Secteur 18, Secteur 19, Secteur 20, Secteur 21

Daneben gehören 35 außerhalb der Innenstadt gelegene Dörfer zum Stadtgebiet:
Bana, Baré, Borodougou, Dafinso, Darsalamy, Dindéresso, Dingasso, Dodougou, Dogotalama, Dofiguisso, Farakoba, Kékélesso, Kimidougou, Kokorowé, Koro, Kotédougou, Kouakoualé, Kouentou, Koumi, Léguéma, Logofourousso, Matourkou, Moamy, Moussobadougou, Nasso, Niamadougou, Noumousso, Oualokoto, Pala, Panamasso, Samagan, Santidougou, Sogossagasso, Tondogosso, Yéguéresso
In den drei Arrondissements der Stadt und den zum Stadtgebiet zählenden Dörfern leben 554.042 Einwohner (Zensus 2006).
Die Hauptverkehrsstrecken der Stadt bilden die Bahnverbindungen über den Bahnhof Bobo-Dioulasso und die Abidjan-Niger-Bahn in die Landeshauptstadt Ouagadougou sowie nach Abidjan (Côte d’Ivoire). Bobo-Dioulasso besitzt außerdem einen international angebundenen Flughafen Bobo-Dioulasso sowie die Université polytechnique de Bobo-Dioulasso (UPB). Größtes Gymnasium mit knapp 5000 Schülern ist das Lycée Ouezzin Coulibaly.
Sehenswert sind die alte Moschee (Mosquée de Dioulasso-Bâ), die 1880 im Stil der sudanesisch-sahelischen Architektur aus Lehmziegeln erbaut wurde, das gegenüberliegende Viertel der Schmiede Dioulasso-Bâ und das Grabmal der Prinzessin Guimbi Ouattara. Außerdem gibt es die Cathédrale Notre-Dame de Lourdes, den Bahnhof Bobo-Dioulasso an der Place de la Gare und einen 2001 nach einem Brand wieder eröffneten Markt (Grand Marché de Bobo-Dioulasso).

## Religion, Wirtschaft und Politik
Bobo-Dioulasso ist Sitz des Erzbistums Bobo-Dioulasso sowie Handels- und Industriezentrum der Region. Vor allem Textilien, Tabak, Viehzuchtprodukte, Getränke, Konserven und Elektrogeräte werden hier produziert und gehandelt.
Bürgermeister ist Salia Sanou, der Gemeinderat hat 154 Mitglieder. Bobo-Dioulasso unterhält seit 2005 mit Fès in Marokko und seit 2009 mit Saint-Étienne in Frankreich Städtepartnerschaften.

## Kultur
Die Bevölkerung bekennt sich überwiegend zum Islam. Dennoch werden im afrikanischen Volksglauben Welse, die in einem Wasserbecken im Vorort Dafra schwimmen, als Schutzgeister der Stadt verehrt.
Alle zwei Jahre findet das Kulturfestival Semaine Nationale de la Culture (SNC) statt. Das Musée Provincial du Houet existiert seit 1990, das Musée de la Musique d'Hier et d'Aujourd'hui seit 1993.

## Sport
Drei Fußballvereine aus Bobo-Dioulasso spielen in der höchsten Spielklasse des Landes. Racing Club Bobo-Dioulasso, Bobo Sports Bobo-Dioulasso und AS-Maya Bobo-Dioulasso tragen die Heimspiele entweder im Stade Omnisports de Bobo-Dioulasso (25.000 Plätze) oder im älteren Stade Wobi aus. Ersteres wurde anlässlich der Fußball-Afrikameisterschaft 1998 errichtet. Ein weiterer traditionsreicher Verein ist ASF Bobo-Dioulasso.

## Söhne und Töchter der Stadt
- Benjamin Balima (* 1985), Fußballspieler
- Sidiki Diarra (1952–2024), Fußballspieler und -trainer
- Nasser Djiga (* 2002), Fußballspieler
- Adama Guira (* 1988), Fußballspieler
- Charles Kaboré (* 1988), burkinisch-französischer Fußballspieler
- Issa Kaboré (* 2001), Fußballspieler
- Marthe Koala (* 1994), Siebenkämpferin und Hürdenläuferin
- Hervé Koffi (* 1996), Fußballspieler
- Germain Sanou (* 1992), Fußballspieler
- Wilfried Sanou (* 1984), Fußballspieler
- Paul Kaba Thieba (* 1960), Politiker
- Alain Traoré (* 1988), Fußballspieler
- Bertrand Traoré (* 1995), Fußballspieler